# 간호중
《간호중》은 2021년에 개봉한 대한민국의 영화이다.

## 캐스팅

### 주연
- 이유영 : 간호중 / 연정인 역
- 예수정 : 사비나 수녀 역
- 염혜란 : 최정길 / 정길로봇 / 천사 목소리 역
- 윤경호 : 최정길 남편 역

### 단역
- 김진 : 최정길 대역